# Sint-Willibrorduskerk (Nijlen)

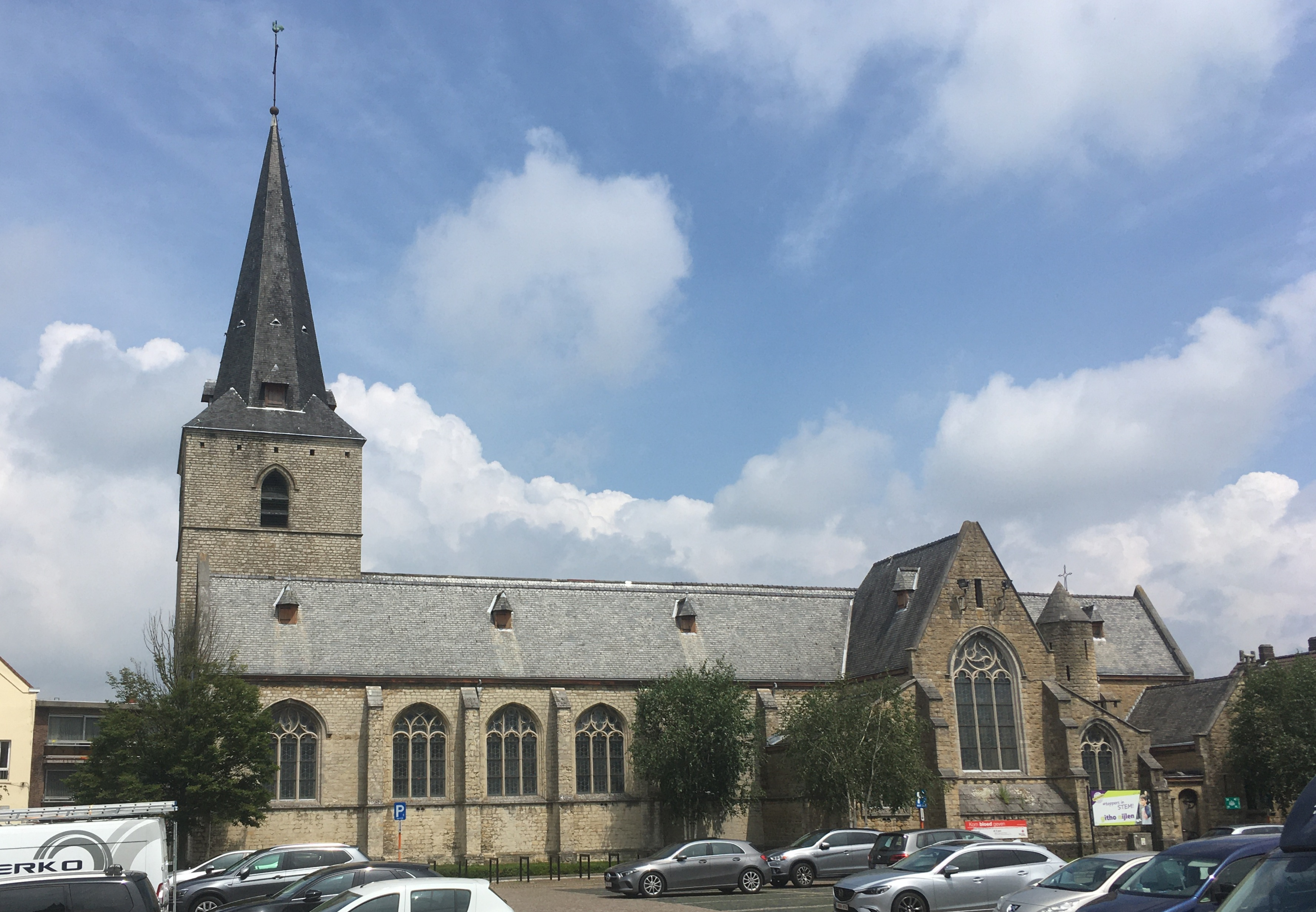
Sint-Willibrorduskerk

De Sint-Willibrorduskerk is de oorspronkelijke parochiekerk van de Antwerpse plaats Nijlen, gelegen aan de Kerkstraat.

## Geschiedenis
Zeker in 1155 was er al een parochie in Nijlen, maar over de geschiedenis van het kerkgebouw is weinig bekend. De toren is 15e-eeuws en in gotische stijl gebouwd. In 1840 werd de kerk vergroot maar in 1908 werd de kerk, op de toren na, gesloopt en een nieuwe kerk werd gebouwd naar ontwerp van Edward Careels. De kerk liep tijdens de Eerste Wereldoorlog schade op welke in 1922 werd hersteld. In 1940 werd onder meer de torenspits opgeblazen. Herstel volgde in 1941-1943 en in 1960-1961.

## Gebouw
Het betreft een neogotisch georiënteerd kerkgebouw, gebouwd in zandsteen, met halfingebouwde westtoren welke drie geledingen heeft. Het hoofdkoor is vijfzijdig afgesloten.

## Interieur
Het interieur wordt onverkluisd door een houten spitstongewelf. Het neogotisch hoofdaltaar is van 1914. De communiebank is afkomstig van het kartuizerklooster te Lier. Er zijn enkele gepolychromeerd houten beelden uit de 18e eeuw.
Sint-Willibrorduskerk (Nijlen)